# Orthocentrus pulcher
Orthocentrus pulcher là một loài tò vò trong họ Ichneumonidae.